# Stefanów (gmina Brójce)
Stefanów – wieś w Polsce, położona w województwie łódzkim, w powiecie łódzkim wschodnim, w gminie Brójce.
Do 1954 roku siedziba gminy Wiskitno. W latach 1975–1998 miejscowość należała administracyjnie do ówczesnego województwa łódzkiego.